# Wladimirkathedrale (Sewastopol)

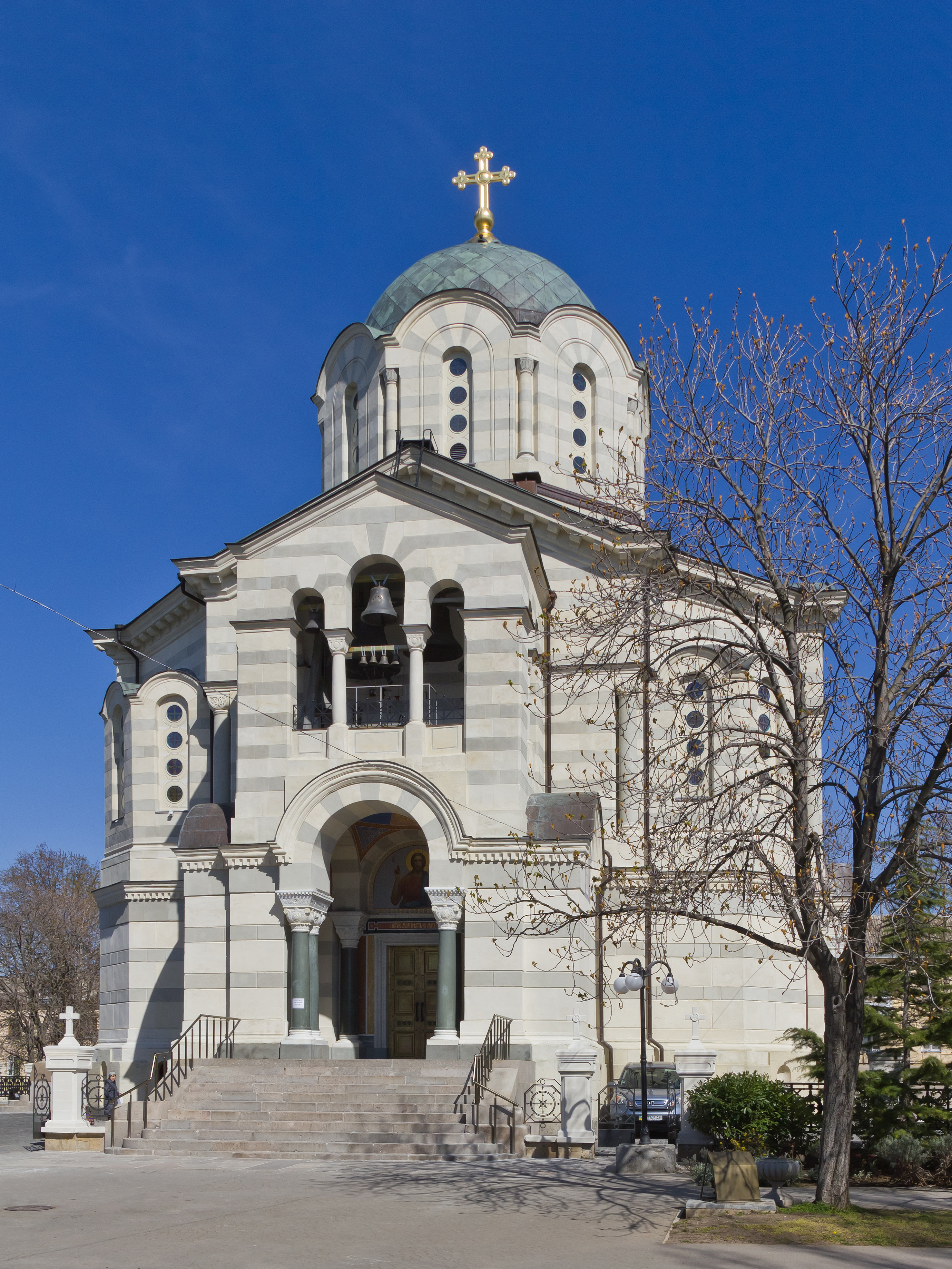
Wladimirkathedrale in Sewastopol

Die Wladimirkathedrale in Sewastopol (russisch Владимирский собор) befindet sich an der Suworow-Straße auf einem der höchsten Hügel in der Stadt. Diese russisch-orthodoxe Kirche wurde im 19. Jahrhundert erbaut. Nach der Zerstörung im Zweiten Weltkrieg ließ die Sowjetunion sie 1966 komplett neu aufbauen. In ihr sind vier namhafte russische Admiräle beigesetzt, auf die Gedenktafeln an der Fassade hinweisen.
Sie wird häufig mit der gleichnamigen Kathedrale in Chersones verwechselt und heißt bei den Einwohnern deshalb auch Wladimirkathedrale (Admiralsgrab).

## Baugeschichte

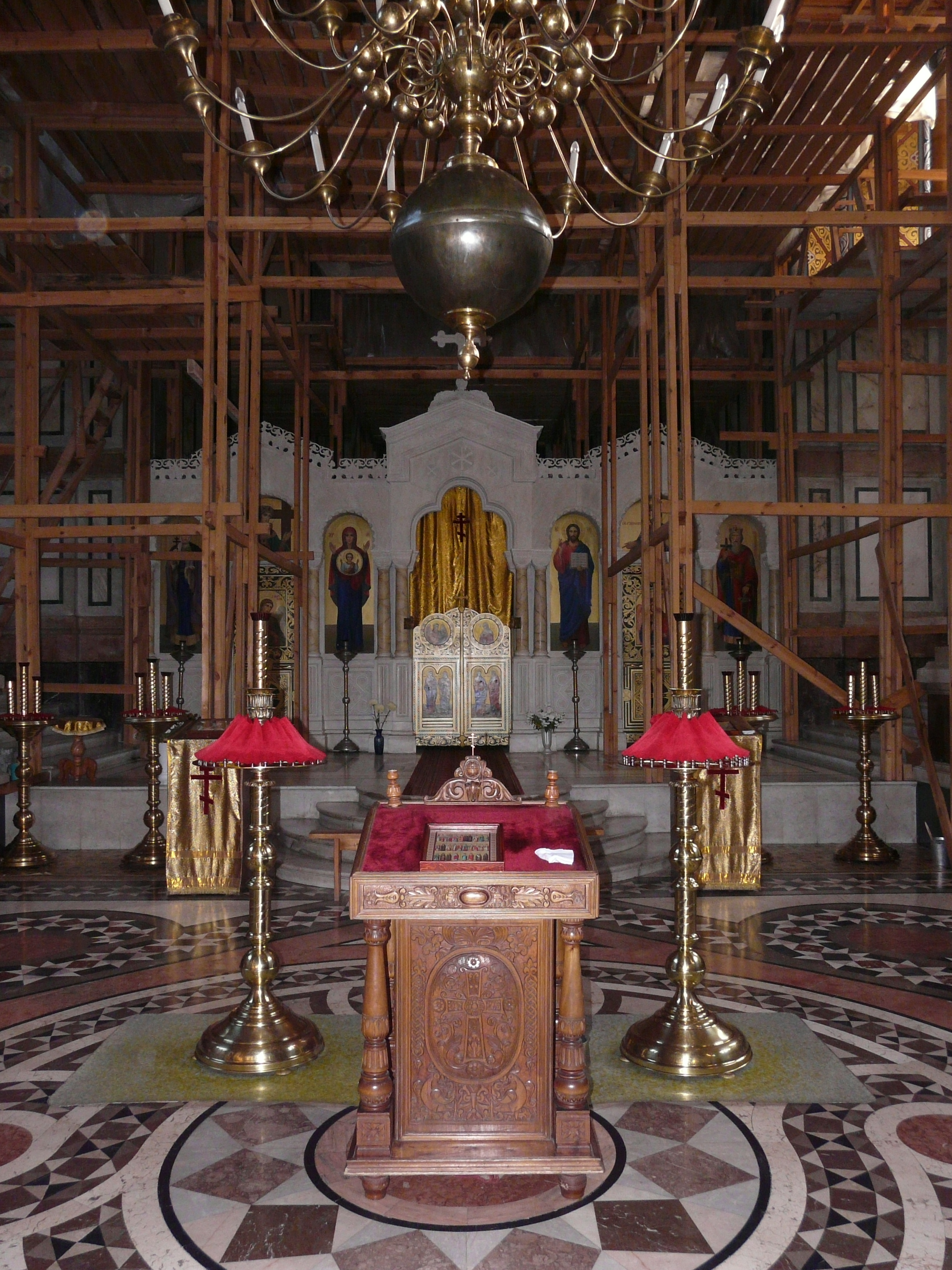
Der Hauptkirchenraum in Rekonstruktion (2008)

Die Geschichte der Kathedrale begann 1825, als der Kommandeur der russischen Schwarzmeerflotte Admiral Alexei Samuilowitsch Greig eine Petition an Zar Alexander I. richtete, um auf den Ruinen der antiken Stadt Chersones ein Denkmal für den Heiligen und Apostelgleichen Großfürsten Wladimir aufstellen zu können. Das konnte im Jahr 1829 an der angegebenen Stelle eingeweiht werden. Im gleichen Jahr wurde ein Architektenwettbewerb ausgeschrieben zur Errichtung einer entsprechenden Kirche. Die Entwürfe des russischen Architekten Konstantin Andrejewitsch Ton für eine Kathedrale im russisch-byzantinischen Stil wurden dann als Favorit ausgewählt. Als Bauplatz des Gotteshauses wurde jedoch auf Antrag des Admirals Michail Lasarew nicht Chersones, sondern der höchste Hügel der Stadt Sewastopol festgelegt, weil es zur damaligen Zeit zu wenige orthodoxe Kirchen direkt im Ort gab. Die Grundsteinlegung erfolgte 1848, mit dem eigentlichen Bau konnte erst 1854 begonnen werden.
Wegen des Krimkrieges und der damit verbundenen Verteidigung Sewastopols (1854–1855) wurde der Bau unterbrochen; erst 1858 konnte weitergebaut werden. Diese Arbeiten standen nun unter der Leitung des Architekten Alexei Alexandrowitsch Awdejew, der die ursprünglichen Pläne bezüglich des Baustils in den rein byzantinischen Stil abänderte. Die Fertigstellung des Hauses dauerte noch dreißig Jahre, das neue Kirchengebäude wurde also 1888 geweiht.
Nachdem Lasarew bereits 1851 gestorben war, beschlossen die Bauherren, dass er in der Krypta der Kathedrale beigesetzt werden solle. Hier wurden später auch die russischen Admiräle Wladimir Kornilow, Wladimir Iwanowitsch Istomin und Pawel Stepanowitsch Nachimow beigesetzt, die eine bedeutende Rolle bei der Verteidigung Sewastopols spielten und bei den Kämpfen ums Leben kamen. An zwei Seiten der Fassade erinnern schwarze Marmortafeln mit den Namen der Admiräle daran.
1931 hatte eine Inspektion der Sarkophage der Admiräle stattgefunden.
Während des Zweiten Weltkrieges wurde die Kirche komplett zerstört und 1966 wurde sie wieder aufgebaut.
Einige Jahrzehnte nach dem Wiederaufbau prüfte eine Kommission das Gewölbe der Krypta, wobei unter den Trümmern nur noch Skelettfragmente gefunden wurden. Diese wurden im Jahr 1992 feierlich umgebettet.

## Architektonisches
Es handelt sich um einen Kuppelbau, der aus einem kreuzförmigen Grundriss und fünf einzelnen Gewölben besteht. Als Baumaterial diente Kalkstein aus Inkerman. Die Kirche ist 20 Meter breit, 29 Meter lang und einschließlich des Kreuzes auf der Kuppel 32,5 Meter hoch.
Die Säulen um die Außenportale bestehen aus Diorit.
Die im Inneren befindlichen Säulen aus Carrara-Marmor, die Ikonostase und die Chorapsis schuf der italienische Bildhauer V. Bonanni.
Der Kirchenraum ist mit Fresken ausgeschmückt, die der Schweizer Künstler Rolf Iseli erst im 20. Jahrhundert nach Entwürfen des russischen Kunstmalers A. E. Kornejew ausführte. Außerdem sind in die Seitenwände zehn weiße Marmortafeln mit den Namen weiterer Offiziere eingefügt, die sich bei der Verteidigung Sewastopols besonders auszeichneten.
In der Krypta befinden sich elf Gräber mit gemeinsamen Grabsteinen in Form eines großen Kreuzes aus schwarzem Marmor.

## Galerie

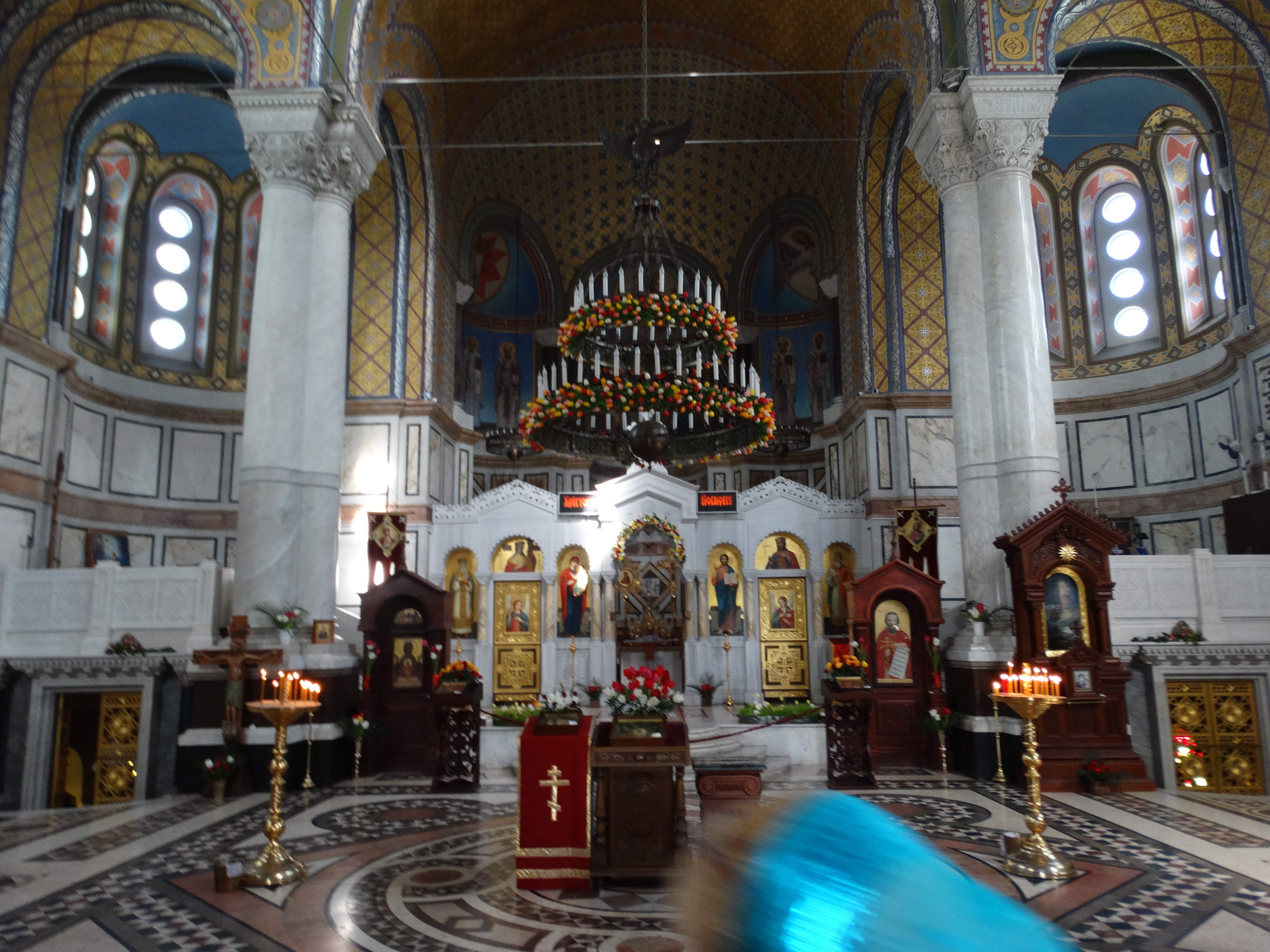
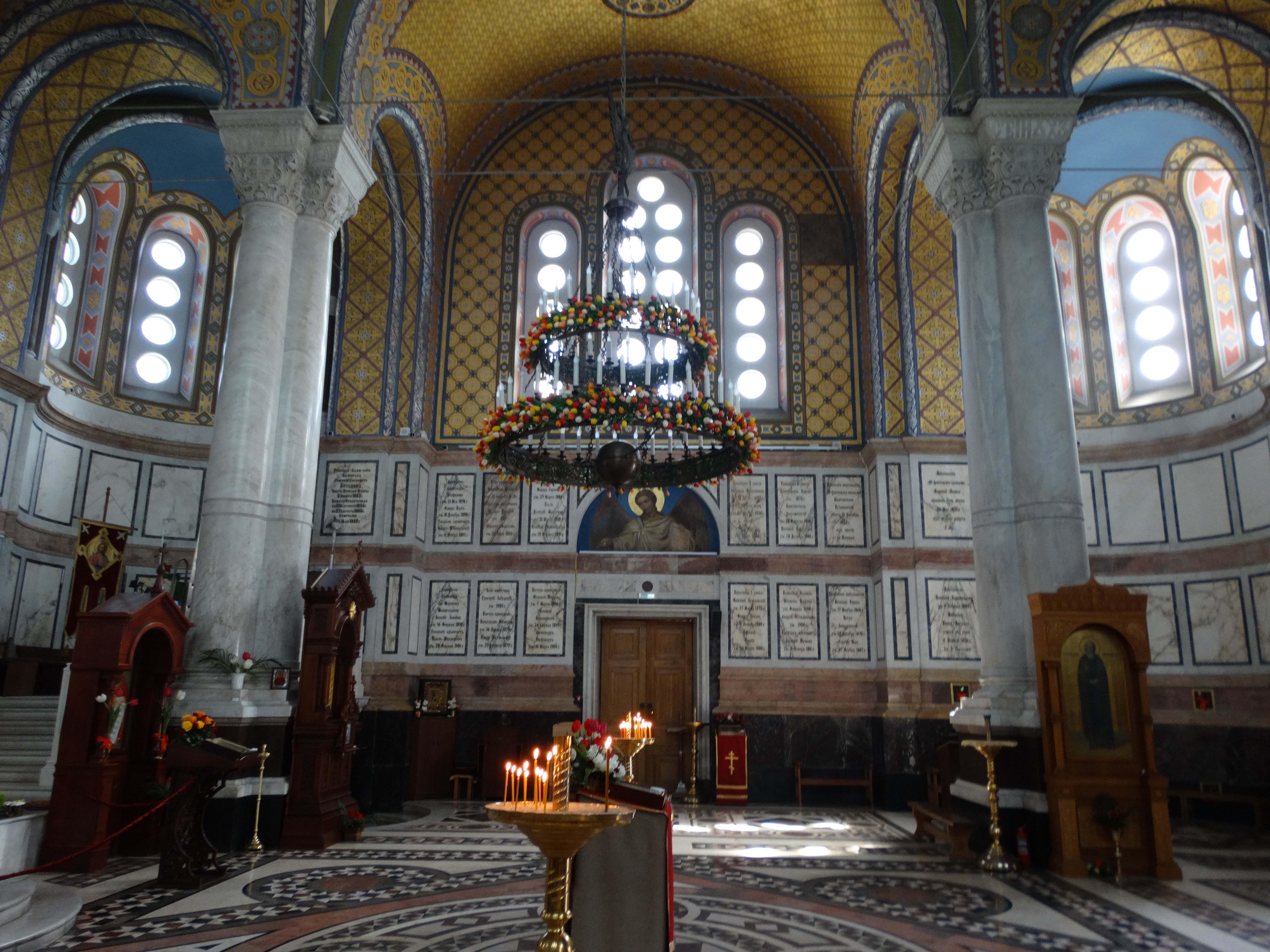
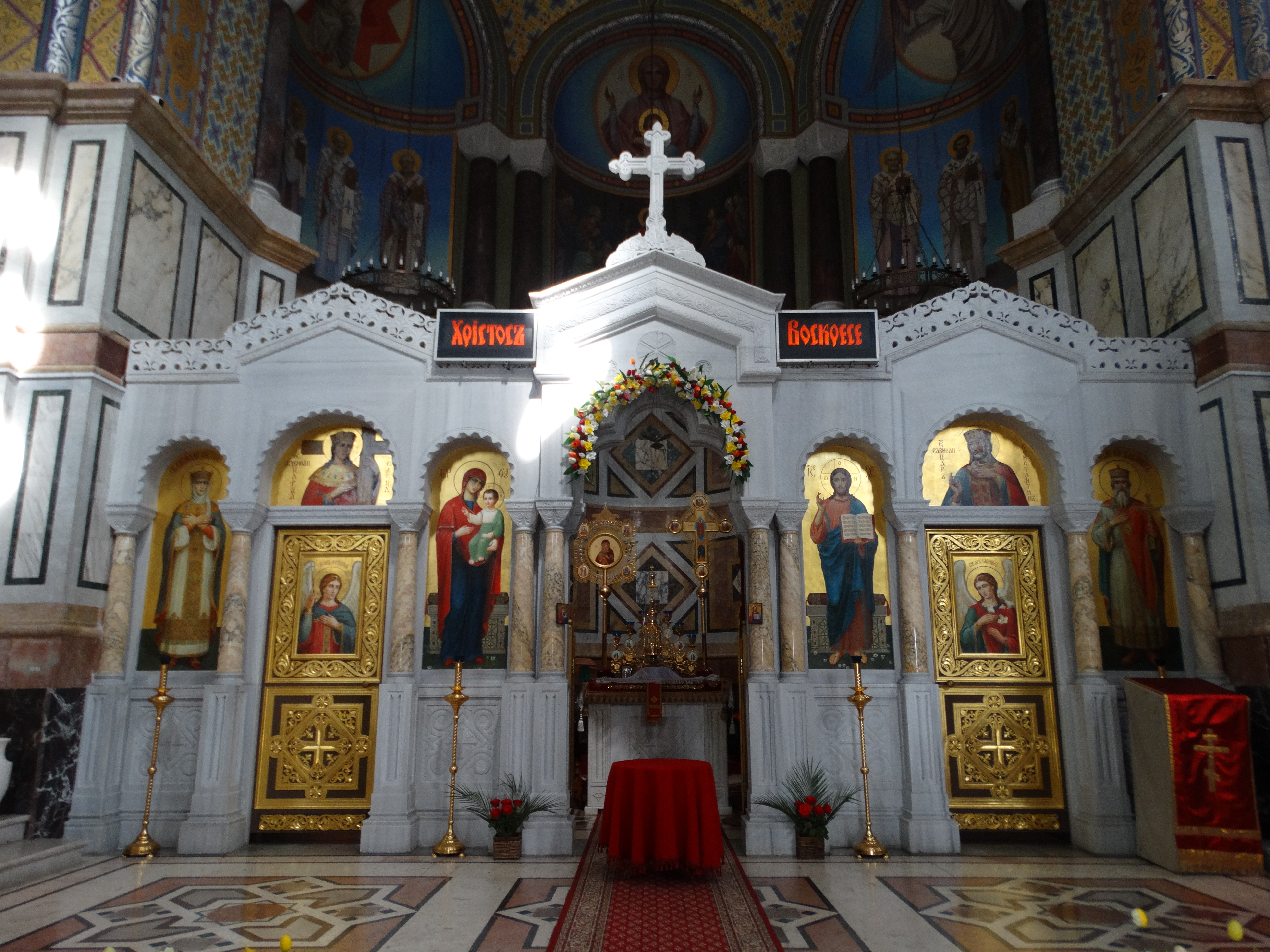
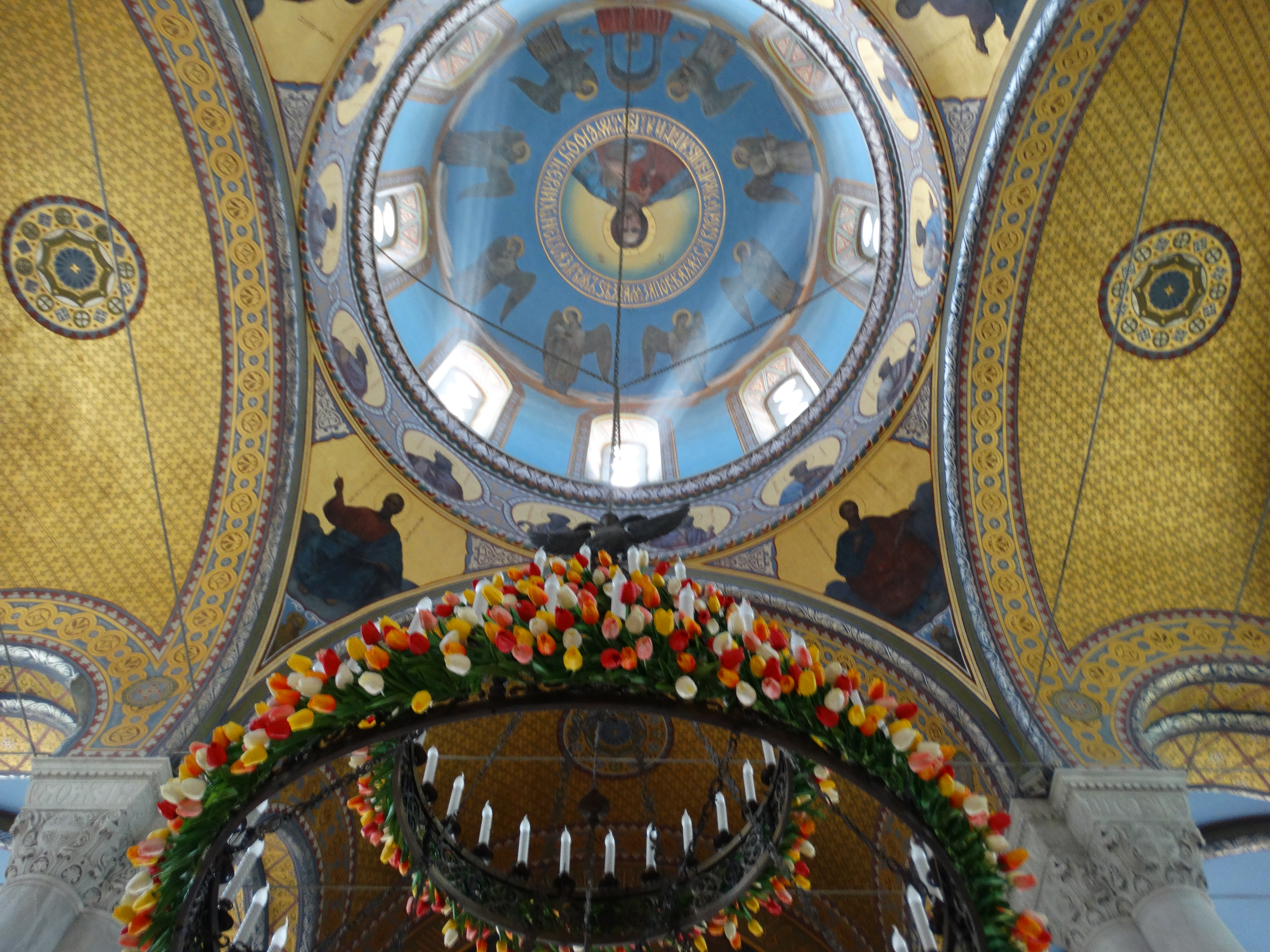
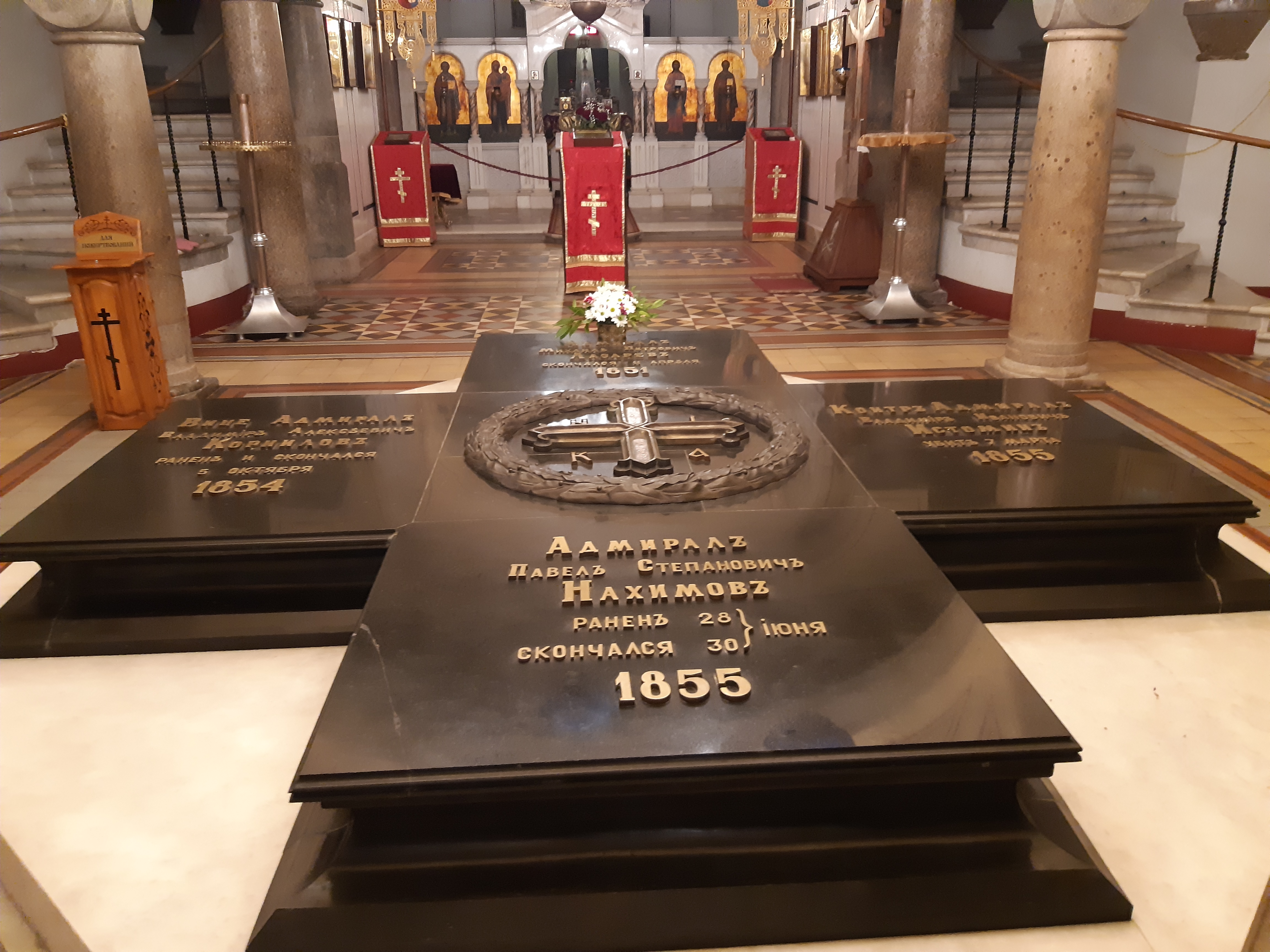
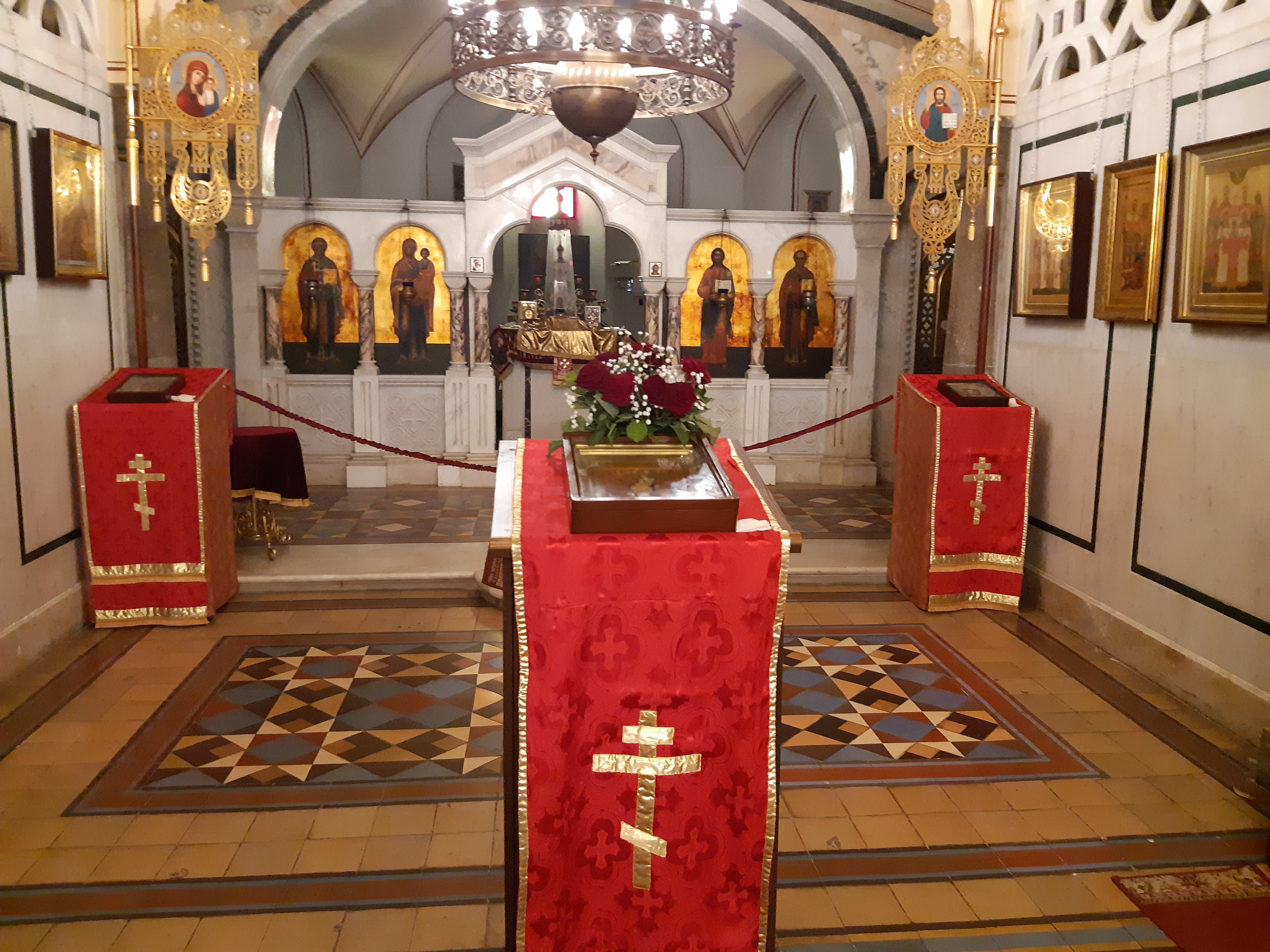